# 長瀬弘樹
長瀬 弘樹（ながせ ひろき、1975年5月17日 - 2012年1月4日）は、日本のソングライター、編曲家、歌手である。

## 来歴
1975年5月17日、兵庫県伊丹市出身。洛南高等学校、京都大学文学部卒業。
京都大学在学時には石川晃次と共作し、積極的にプレゼンテーションを行う。名宮和希名義でソロアルバム『Dawn』発表後、主に楽曲提供を中心に活動。
楽曲提供の際には作曲家としてクレジットされることが多いが、中島美嘉「見えない星」、KinKi Kids「ノー・チューンド」など、曲と同時に歌詞を提供することも多く、島谷ひとみ「深紅」など、歌詞のみを提供することもあった。
ゲームソフト『ガーネット・クレイドル』の主題歌（「ガーネット・クレイドル」）、映画『ホームレスが中学生』の主題歌（「Life Goes On...」）など、歌手名義での活動も行った。Elements Gardenの作品にコーラス、ボーカルとして参加することが多かった。
提供曲「何もない僕等」（作詞：竹内めぐみ　作曲：長瀬弘樹　編曲：本田優一郎）は韓国アーティストHeyにカバーされた。韓国において2004年1月1日の日本語CDの発売解禁後、初めての日本の楽曲のカバーである。
音楽家としての活動と並行して、塾講師も務めていた。
2012年1月4日、長瀬が在住する東京都内の自宅マンションを訪れた知人が、首を吊って死亡している長瀬を発見して警視庁調布警察署に通報した。調布警察署による調査では「多くの人に自分の曲を歌ってもらい、もう満足した」という趣旨の遺書が残されていたという。36歳没。

## 代表作品
「見えない星」（中島美嘉）
テレビドラマ『ハケンの品格』主題歌。
「黒い涙」（Anna Tsuchiya Inspi' NANA(BLACK STONES)）
漫画『NANA』のテレビアニメ版エンディングテーマ。土屋アンナ初の全日本語歌詞楽曲である。
「SAKURA～花霞」（中島美嘉）
デジタルビデオカメラ「パナソニック カード愛情サイズ おまかせキレイ篇」TV-CFソング

## 提供作品
- 竹内めぐみ　「何もない僕等」「さよならの音」「哀しみノイローゼ」（作曲）
- 2nd X'mas featuring dream+SweetS+嘉陽愛子　「希望の歌～Merry Christmas To You」（作詞・作曲・編曲）
- SweetS　「Our Song ～別れの詩」（作曲）　※「希望の歌～Merry Christmas To You」のセルフカバーバージョン
- 相川七瀬　「Snowfall」（作曲）
- ANNA TSUCHIYA inspi' NANA (BLACK STONES)　「黒い涙」（作曲）
- 中島美嘉　「見えない星」（作詞・作曲）「SAKURA～花霞～」（共作詞・作曲）
- 島谷ひとみ　「深紅」（作詞 / PS2 『Another Century's Episode 3 THE FINAL』EDテーマ）
- 錦戸亮　「code」（作曲）
- KinKi Kids　「ノー・チューンド」（作詞・作曲・編曲）
- FTISLAND　「Stars」（作詞・作曲）
- 城南海　「誰カノタメニ」（作曲・編曲 / ドラマ『egoist』主題歌）
- koume　「朱野原 群青の夜」（作曲・編曲 / テレビ東京系『ミューズの晩餐』エンディングテーマ）
- 阪井あゆみ　「横顔」（作曲 / ドラマ『白い春』主題歌）
- ユン・サンヒョン　「ココロのドア」（作詞・作曲・編曲）
- 神田沙也加　「流星」（作曲・編曲 / 『情報ライブ ミヤネ屋』エンディングテーマ）
- 石川晃次　「Pain」「Tokyo Tower」「Energy」（作曲）　※アルバム「fantasy 」収録。「Hey Boys, Hey Girls」（作曲）※シングル「さらばいづこの幻よ」収録。

## ボーカル参加作品
- 「Life Goes On..」（作詞・作曲：SKLine / 歌：長瀬弘樹）　※映画『ホームレスが中学生』エンディングテーマ
- 「ガーネット・クレイドル」（作詞：片桐由摩 / 作曲・編曲：藤田淳平（Elements Garden） /  歌：長瀬弘樹）　※ゲーム『ガーネット・クレイドル』オープニングテーマ